# 特里·斯平克斯
特里·斯平克斯（英語：Terry Spinks，1938年2月28日—2012年4月26日），英国男子拳击运动员，1957年成为职业选手。他曾代表英国参加1956年夏季奥林匹克运动会拳击比赛，获得男子51公斤级金牌。